# 마이크로소프트 솔리테어 컬렉션
마이크로소프트 솔리테어 컬렉션(Microsoft Solitaire Collection)은 마이크로소프트 캐주얼 게임스에서 개발하고 엑스박스 게임 스튜디오에서 마이크로소프트 윈도우용으로 출시한 비디오 게임이다. 이 게임은 이전 버전의 윈도우에 포함된 카드놀이, 프리셀 및 스파이더 카드놀이 타이틀을 결합한다. 또한 피라미드(Pyramid)와 트라이픽스(TriPeaks)를 윈도우에 처음으로 소개할 뿐만 아니라 새로운 일일 과제와 테마도 소개한다. (이전 버전의 피라미드는 이전에 "Tut's Tomb"이라는 이름으로 마이크로소프트 엔터테인먼트 팩 2에 번들로 포함되었으며, 이전 버전의 트라이픽스는 이전에 마이크로소프트 엔터테인먼트 팩 3에 번들로 포함되었다. 둘 다 마이크로소프트 엔터테인먼트 팩에 포함되었다.) 윈도우 7 및 이전 버전에 포함된 마이크로소프트 솔리테어 컬렉션은 엑스박스 라이브가 통합된 프리미엄 애드웨어이다.
앱의 허브 기반 디자인은 원래 2012년 윈도우 8의 시작 화면 디자인에서 영감을 받았다. 당시 개발자들은 이 게임을 사용자가 윈도우 8에 더 익숙해지도록 돕는 도구로 간주했다. 이전 버전과 달리 마이크로소프트 솔리테어 컬렉션이 업데이트되었다. 마이크로소프트 스토어를 통해 마이크로소프트 서버와 통신하여 성과를 추적하고 일일 과제를 제공한다.